# 金晶 (1978年)
金晶（1978年1月—），山东泰安人，回族，中国共产党党员。中华人民共和国政治人物、第十三届全国人民代表大会山东省代表。

## 生平
2018年，金晶被选为山东省出席第十三届全国人民代表大会代表。